# The God Within
The God Within er en amerikansk stumfilm fra 1912 af D. W. Griffith.

## Medvirkende
- Henry B. Walthall
- Claire McDowell
- Blanche Sweet
- Lionel Barrymore
- Charles Hill Mailes